# فتاة المراعي
فتاة المراعي هو مسلسل أنمي أو رسوم متحركة من إنتاج شركة نيبون أنيميشن اليابانية ومن إخراج هيروشي سايتو (Hiroshi Saitō).
أنتج المسلسل عام 1984 وعرض في الكثير من الدول الأوروبية، ولكنه لم يحقق نجاحا كبيرا في أوروبا كالذي حققته أعمال نيبون أنيميشن الأخرى مثل «هايدي» (1974) و«نساء صغيرات» (1987).

## القصة
قصة المسلسل مقتبسة من رواية فنلندية للكاتبة أوني نووليفآرا عن فتاة صغيرة اسمها «كاتولي» تعيش مع جـَدّيْها بمزرعة بفنلندا في انتظار عودة أمها التي ذهبت للعمل في ألمانيا.
يواجه الجد والجدة ظروفا معيشية صعبة بعد أن تموت بقرتهما الوحيدة في المزرعة بسبب دب قام بمهاجمتها، وتضطر كاتولي للعمل في مزرعة مجاورة لكسب بعض المال.

## الشخصيات
الأم
الأبنه كاتولي
الجد
الجدة
مارتي
بيكا
هيلينا
اكي

## وصلات خارجية
- فتاة المراعي على موقع IMDb (الإنجليزية)
- فتاة المراعي على موقع كينوبويسك (الروسية)
- فتاة المراعي على موقع قاعدة بيانات الفيلم (الإنجليزية)
- فتاة المراعي على موقع ANN anime (الإنجليزية)

 (بالإنجليزية)
- مقدمة فتاة المراعي على يوتيوب